# Olivet (Dakota del Sud)
Olivet és una població dels Estats Units a l'estat de Dakota del Sud. Segons el cens del 2000 tenia 70 habitants.

## Demografia
Segons el cens del 2000, Olivet tenia 70 habitants, 37 habitatges, i 22 famílies. La densitat de població era de 168,9 habitants per km².
Dels 37 habitatges en un 8,1% hi vivien nens de menys de 18 anys, en un 54,1% hi vivien parelles casades, en un 2,7% dones solteres, i en un 40,5% no eren unitats familiars. En el 37,8% dels habitatges hi vivien persones soles el 24,3% de les quals corresponia a persones de 65 anys o més que vivien soles. El nombre mitjà de persones vivint en cada habitatge era d'1,89 i el nombre mitjà de persones que vivien en cada família era de 2,45.
Per edats la població es repartia de la següent manera: un 8,6% tenia menys de 18 anys, un 8,6% entre 18 i 24, un 18,6% entre 25 i 44, un 32,9% de 45 a 60 i un 31,4% 65 anys o més.
L'edat mediana era de 54 anys. Per cada 100 dones de 18 o més anys hi havia 113,3 homes.
La renda mediana per habitatge era de 35.625 $ i la renda mediana per família de 39.750 $. Els homes tenien una renda mediana de 25.313 $ mentre que les dones 22.083 $. La renda per capita de la població era de 27.454 $. Cap de les famílies i el 3,4% de la població estaven per davall del llindar de pobresa.

## Poblacions més properes
El següent diagrama mostra les poblacions més properes.